# 팬저 에이스 온라인
<팬저 에이스 온라인> (Panzer Ace Online)은 대한민국 (주)루트게임즈에서 개발한 모바일 탱크게임이다.
2차 대전에 등장한 전차를 SD화 시킨 것이 특징이다. 게임 중에 얻은 골드로 전차를 구매하거나 개조를 하여 성능을 개량할 수 있다. 전차병 카드를 구매하여 전차에 탑승시킬 수 있는 시스템이 마련되어 있으며, 전차병 카드마다 고유의 능력치가 있어 전차에 탑승시켰을 때 전차의 성능이 향상된다. 게임은 1인칭 시점으로 캠페인 모드, 팀 매치 모드, 나이트메어 모드의 3가지 종류로 전투방식이 마련되어 있다. 각 모드들은 1인 플레이에서부터 8인플레이 대전모드까지 취향에 따라 플레이를 할 수 있다.

## 전차의 종류
| 독일        | 1호 전차, 1호 전차 3호 포탑형, 2호 전차, VK1602, 38t, 3호 전차, 4호 전차, T-34 88mm, 판터, 티거1, 쾨니히스 티거, 램티거, 마우스, E-100, 비르벨빈트, 쿠겔블리츠, 3호 돌격포 |
| 미국        | M1 컴뱃카, M2A4, M5A1, M24, 중전차 M2A1, M4A3, M4A3 76W, M4A4, M4A3E8, M26 퍼싱, T26E4 슈퍼퍼싱, T29, T34                                                                  |
| 영국        | 마틸다 Mk3, 테트라크, 크루세이더 Mk3, 파이어플라이 VC, 크롬웰 Mk4, 처칠 Mk7                                                                                                |
| 소련        | BT-7, T-26, T-34/76, T34/85, KV-1, KV-2, IS-1, IS-2, IS-3 |
| 프랑스      | 르노 FT-17, 소뮤아 S35, AMX-40p, 샤르 B-1 bis |
| 이탈리아    | 피아트 3000, 피아트 L5/30 |
| 폴란드      | TKS, TKS 20, 7TP |
| 일본        | 97식 치하, 1식 치헤, 5식 치리 |
| 중국        | 1호 전차, T-26, 97식 치하, M4A4, T34/76 |
| 한국        | 크롬웰 Mk4, M4A3E8, M24 |
| 이벤트 전차 | 할로윈 M4A4, 할로윈 비르빌빈트 |

## 전차 개조와 수리
파트별로 전차를 개조할 수 있다. 개조는 레벨 10까지 가능하다. 개조는 일정한 골드와 자원을 소비하며, 레벨이 높아질수록 개조 성공 확률이 낮아진다. 개조 가능한 항목은 주포(→ 화력 증가), 포탑(→ 포탑회전속도 증가), 장갑(→ 방어력 증가), 엔진(→ 이동속도 증가), 레이다(→ 적탐지 거리 증가), 무전기(→ 아군 탐지 거리 증가)가 있다.
전투를 마친 전차는 내구도가 낮아지며, 전차고에서 전차를 수리를 해주어야 HP가 다시 원상복귀된다.

## 전차병 카드
전차병 카드는 하나의 캐릭터가 능력구성에 따라 1성, 2성, 3성 카드로 구별이 된다. 등급이 높은 카드일수록 능력치가 더 많아진다.
획득한 전차병은 전차에 탑승을 시킬 수 있다. 전차는 전차병 카드의 능력치의 영향을 받아 성능이 강화된다.

## 전투 모드
- 캠페인 모드

시나리오에 따라 1인 혹은 4인 플레이로 주어진 미션을 수행하는 모드이다. 2차대전 시대 순서에 따라 진행이 된다.
- 팀 매치 모드

8인 대전 모드로 팀을 나누어 4대 4로 전투를 하는 모드이다. 적 전차를 12대 파괴하는 팀이 승리를 한다.
- 나이트메어 모드

1인 혹은 4인이 팀을 이루어 300여대의 적 전차를 파괴시켜야한다. 난이도는 매우 어려움.

## 플레이 방법
- 조이스틱 - 전차의 방향과 속도를 콘트롤 한다. 옵션에서 십자버튼 방식으로 변경이 가능하다.
- 타겟 버튼 - 다른 전차로 조준이 바뀐다. 가장 가까운 전차부터 조준이 된다.
- 발사 버튼 - 포를 발사한다. 포는 발사가 되면 일정시간 쿨타임이 있다.
- 스킬 버튼 - 액티브 스킬을 발동한다. 원형의 게이지로 쿨타임이 표현되며, 사용할 수 있는 횟수가 표시된다.

## 이력
- 2012. 7. 17. SBA 모바일게임지원사업 선정 - 서울산업진흥원
- 2013. 1. 2. 전체이용가 - 게임물 등급분류 결정 - 게임물관리위원회
- 2014. 8. 20. 남미 구글플레이 출시
- 2014. 10. 15. 한국 베타 테스트 - 네이버 앱스토어 베타존
- 2015. 2. 1. ㈜니젠과 중국 퍼블리싱 계약 체결
- 2015. 2. 4  BluberryEntertainment와 대만 퍼블리싱 계약 체결
- 2015. 8. 13. 한국, 일본 구글플레이 출시
- 2015. 11. 25. 대만 구글플레이 출시
- 2016. 1. 19. 애플 앱스토어 출시